# Bakgrundsmusik
YouTube